# 西岸寺 (熊本市)
西岸寺（さいがんじ）は、熊本県熊本市中央区下通にある浄土宗の寺院。

## 歴史
寺伝によれば、安貞2年（1228年）の開創で、開山は鎮西上人・聖光房弁長という。他方、『肥後国誌』によれば、大本山善導寺の末寺で、慶長年間、往生院三世・寂誉上人によって開かれたとされる。
寂誉の跡を継いだ泰岩が寺を中興。西岸寺の由来記によると、この泰岩は石田三成に仕えた戦国武将・島清興が、実は関ヶ原の戦いでは討死することなく鎌倉光明寺で出家した後身であるといわれる。
泰岩こと島清興が西岸寺に入った経緯や、その後の活動は、概ね次のようなものであったという。
関ヶ原の戦いから5年後の慶長10年（1605年）、細川忠興は江戸城天下普請のため、家臣に石垣普請に用いる石材を探索させていたが、そのうちの一人・葛西立行という臣が伊豆で泰岩と知己になり、泰岩を主君忠興に推挙した。これを機に泰岩は当時の細川家の領国小倉に赴き、忠興に仕えて、諸国行脚を装い各地の情報を収集、また、忠興の持仏堂の阿弥陀像を本尊として小倉に知足寺を建立した。
慶長16年（1611年）、泰岩は、浄土宗総本山知恩院の住職尊照満誉を介して後陽成天皇の皇位長久を祈祷し、帝より「天下上人」の号を受けた。このことから、西岸寺の裏門には「勅号天下上人遺跡」の額がかかる。
寛永9年（1632年）、肥後熊本藩第2代藩主の加藤忠広が改易され、忠興から家督を継いで小倉藩主となっていた細川忠利が熊本へ国替えとなるに際し、忠利の命を受けた泰岩こと左近は、忠利の肥後入部に先立って、熊本白川の近傍に知足寺の仮堂を建て、内偵に当たった。
翌年、泰岩は忠利の意によって西岸寺に入り、同寺の中興に努めた。この当時の西岸寺は、大伽藍を建て、枡形を設け、要害の地を占めるなどして、戦への備えをしたものであった。
白川の対岸にはかつて井出の口刑場があり、泰岩以来、明治維新に至るまで、寺の住職が川越しに引導を渡すのが恒例であったという。
後に、寺は名君との誉れ高い熊本藩主細川重賢の帰依を受け、宝暦の初め、現在の山号「祥雲山」を揮毫した扁額を賜った。また、かつてこの寺の境内には、島原の乱において天草四郎を討ち取った熊本藩士・陣佐左衛門の墓があったが、昭和22年（1947年）の墓地改葬の際に所在不明となった。

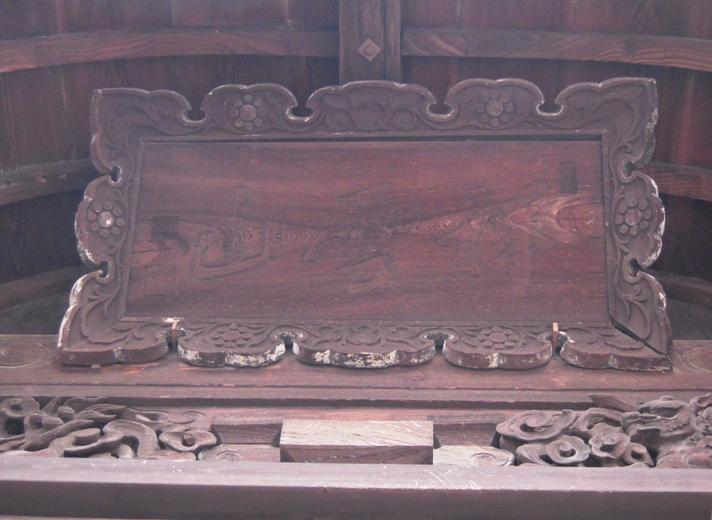
山門の扁額
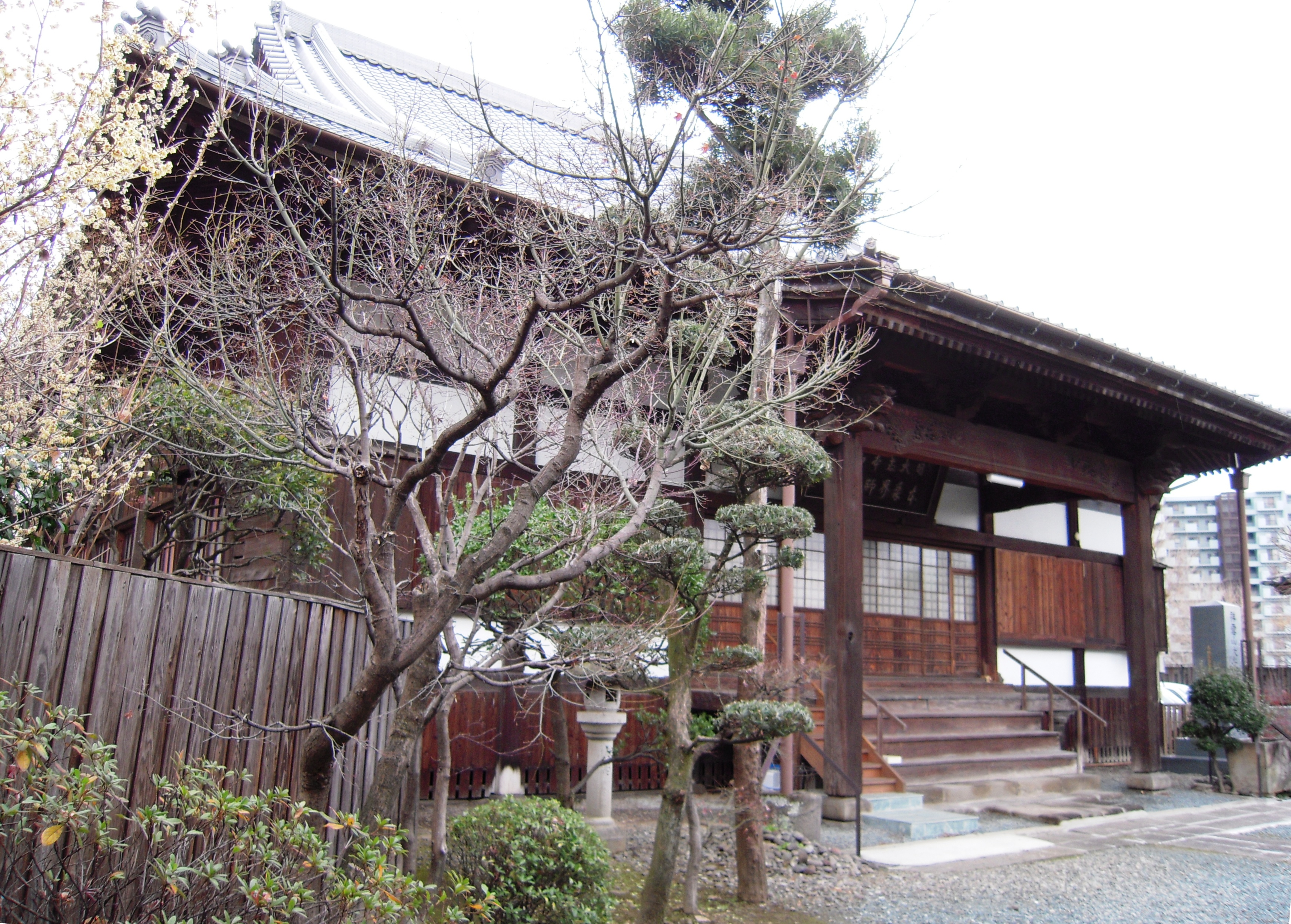
西岸寺本堂
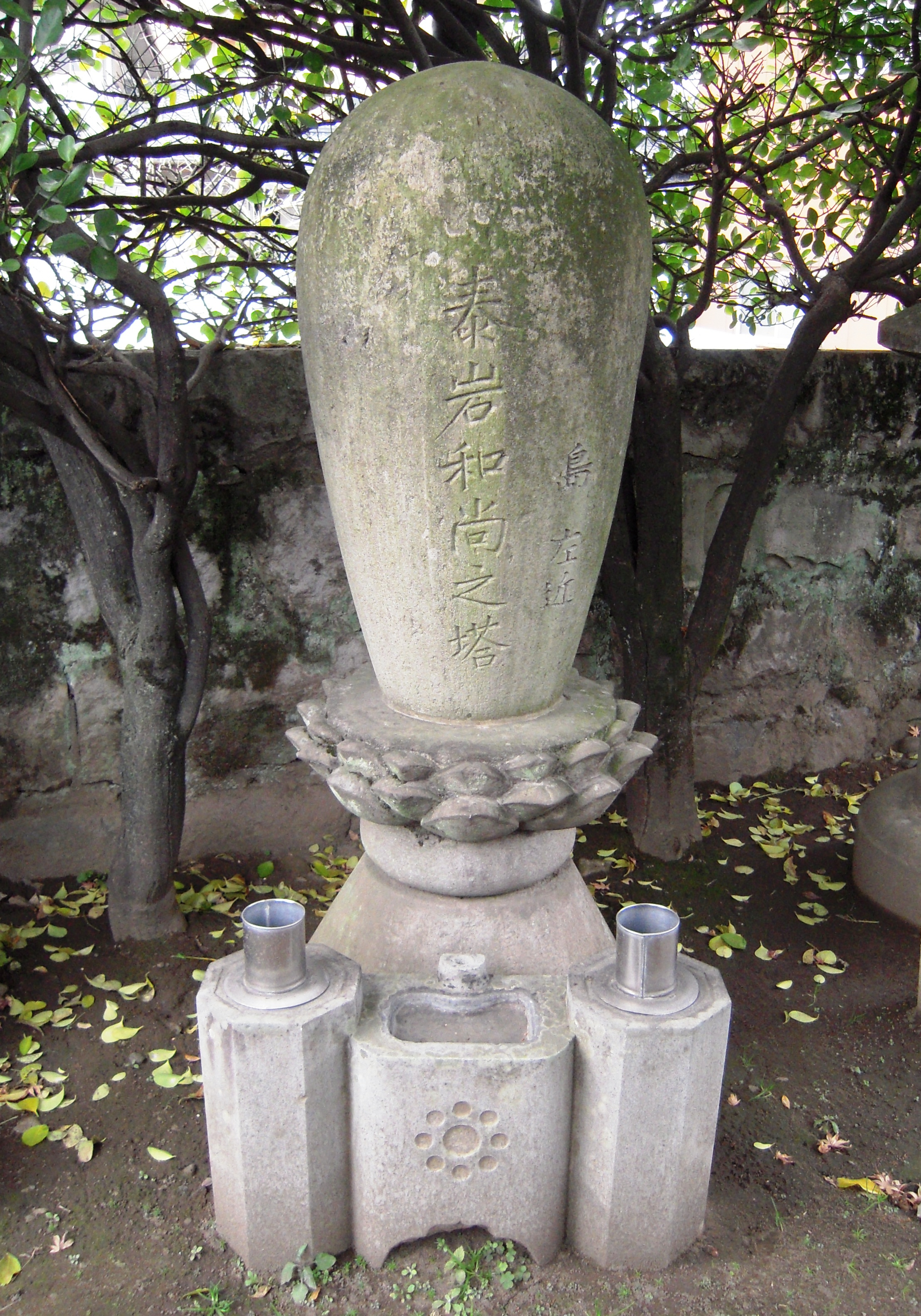
泰岩和尚之塔
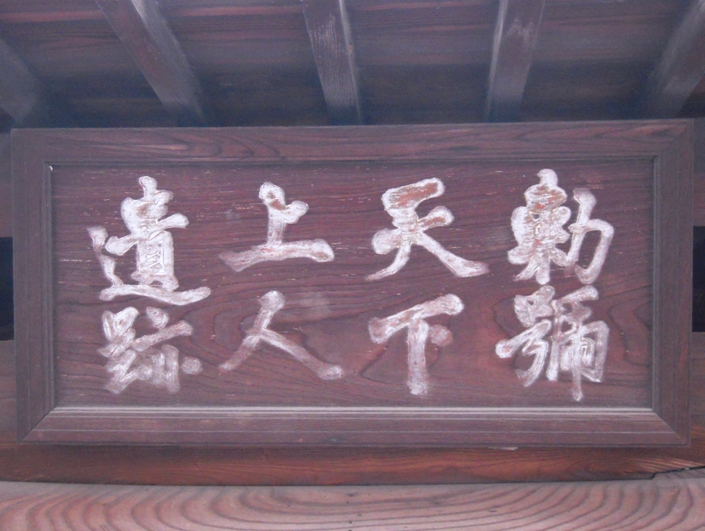
裏門の扁額

## 境内
- 山門 - 細川家の九曜紋が施された扁額は、細川重賢が山号「祥雲山」を揮毫したもの。
- 本堂 - 本堂にある「山王」の額は細川忠興が揮毫したもの。
- 庫裡
- 書院
- 泰岩和尚之塔 - 泰岩の墓で、万治3年（1660年）7月13日の銘がある。
- 育児地蔵尊（子育て地蔵）銅像
- 裏門 - 「勅号天下上人遺跡」の額が掛かる。

## 文学作品への登場
- 森鷗外「阿部一族」[7] - 肥後熊本藩主細川忠利の死に際し、殉死を願って許された橋谷市蔵重次という武士の殉死場所として、西岸寺が現れる。
- 芥川龍之介「或敵打の話」[8] - 熊本藩のある敵討ちの物語。敵となる瀬沼兵衛が、田岡甚太夫と見誤って加納平太郎という侍を闇討ちにした、敵討ちの発端となる事件が、西岸寺の塀外で起きたとされる。なお後述の「西岸寺河原仇討」「石貫の仇討」とは別の話である。

## 西岸寺河原仇討
この寺付近で「西岸寺河原仇討」と呼ばれる敵討事件があったという来歴でも知られる。
敵討は寛永17年（1640年）10月9日に行われたとされ、講談などの作品にもなった
。概要は次のようなものである。
稲葉家江戸屋敷の朋輩・岩井善右衛門と赤松久之允は共に浪人した。早く出世した方が他方を取り立てると約し、岩井が福岡へ、赤松が浜松へと散る。その後、剣の達人・岩井は福岡で仕官し、浜松で芽の出ない赤松は、一子・赤松源次郎の養育を岩井に頼む。岩井も、源次郎をわが子・岩井半之允同様に育てる。
源次郎は小姓として召し出されるが、城中で口論し他人に試合を挑もうとしたため、不届きと暇を出され、岩井善右衛門からも叱責される。源次郎は逆恨みして善右衛門を殺害し逐電。善右衛門の長子・岩井半之允が仇討ちに出る。
半之允は江戸でかつて下男だった万助と出くわし、万助は助力を誓う。3年経ち、半之允は源次郎の父・赤松久之允がいる浜松に行く。久之允は半之允より源次郎の不始末を聞き自害。その後、浜松の父宛に源次郎より、森山弾正と改名し細川家に仕官したとの書状が届く。仇の所在を知った半之允は、一旦江戸へ出て万助と語らい、まず半之允が肥後熊本へ向かい、万助も後を追うこととなる。
熊本で源次郎を狙う半之允だったが、遠国でもあり零落し、西岸寺の前で行き倒れたところを、内山という侍に殺され刀や金を奪われる。しかし内山の罪も知れ、内山は斬首される。
熊本に着き顛末を知った万助は、半之允の弟・善次郎13歳を連れ、熊本藩に事の次第を申告する。藩では、素性を偽った罪で森山こと源次郎を二百たたきとし、西岸寺河原にて仇討ちの対決をさせる。二百たたきされたばかりの源次郎は善次郎・万助に容易に討たれ、主従は本懐を遂げる。

## その他
- 日本最後の仇討ちの1つ[13]に挙げられる玉名市石貫の仇討[14]では、敵に殺害された下田平八の妻が、西岸寺に詣でて復讐を祈っていたという。
- 寺は、西南戦争でも、第2次世界大戦でも兵火を免れたが、本堂の柱などには西南戦争の際の銃砲弾の痕が残っていた。その後本堂は熊本地震 (2016年)で全壊した。
- 西南戦争の後、明治の政治家・教育者である佐々友房が学校建設勧誘の第2回発起人大会をこの寺で開いた。その学校は、今の熊本県立済々黌高等学校である。
- 明治以来、昭和40年（1965年）まで、寺の周辺一帯(現在の下通2丁目)は、「西岸寺町」と呼ばれていた（江戸期には高田原と呼ばれる武家地であった）。寺の北側には「西岸寺公園(西岸公園)」という緑地が隣接する。
- 泰岩和尚が島左近であったとの伝承から、俳優の北村和夫が、NHK大河ドラマ「春の坂道」で島左近を演ずるに当たり、この寺を参拝に訪れたという。

## 所在地
- 熊本県熊本市中央区下通2-8-2

## 交通
- 熊本都市バス辛島町バス停より徒歩5分
- 熊本市電 辛島町停留場より徒歩8分